# Bazilika sv. Petra v vezeh, Rim
Bazilika sv. Petra v vezeh (italijansko San Pietro in Vincoli ([san ˈpje.tɾo in ˈviŋ.ko.li]) je rimskokatoliška naslovna cerkev in manjša bazilika v Rimu v Italiji, najbolj znana po tem, da je v njej Michelangelov kip Mojzesa, del nagrobnika papeža Julija II.
Titulus S. Petri ad vincula je bil 20. novembra 2010 dodeljen Donaldu Wuerlu. Prejšnji kardinalni duhovnik bazilike je bil Pío Laghi, ki je umrl 11. januarja 2009.
Poleg cerkve, v nekdanjem pridruženem samostanu, je Tehniška fakulteta Univerze La Sapienza. Ta se imenuje San Pietro in Vincoli kot antonomazija. Cerkev stoji na griču Colle Oppio v bližini podzemne postaje Cavour, blizu Koloseja.

## Zgodovina
Znana tudi kot bazilika Eudoxiana (italijansko: Basilica Eudossiana), je bila prvič obnovljena na starejših temeljih v letih 432–440, da bi hranila relikvijo verig, v katere je bil vklenjen apostol  sveti Peter, ko je bil zaprt v Jeruzalemu, epizoda z naslovom »Osvoboditev Sveti Peter ". Cesarica Evdoksija (žena cesarja Valentinijana III.), Ki jih je prejela v dar od svoje matere, Aelije Eudocije, soproge Valentinijana II., Je verige podarila papežu Leu I. Aelia Eudocia je te verige prejela v dar iz Iuvenalisa, jeruzalemskega škofa.
Po legendi, ko ju je Leo primerjal z verigami zadnjega zapora svetega Petra v zaporu Mamertine v Rimu, sta se verigi čudežno združili. Verige so zdaj shranjene v relikviariju, kristalni skrinjici v kripti pod glavnim oltarjem v baziliki. Veriga zunaj Rima je v cerkvi svetega Petra v Rutlandu v Vermontu. Številne cerkve svetega Petra nosijo pripono Ad Vincula, ki jih povezuje z relikvijo, baziliko in vklepanjem svetnika, ustanovitelja rimske cerkve.
Bazilika, ki jo je leta 439 posvetil papež Sikst III., je doživela več obnov, med njimi restavriranje papeža Adriana I. in nadaljnje delo v 11. stoletju. Od leta 1471 do 1503, v tem letu, ko je bil izvoljen za papeža Julij II., je kardinal Della Rovere, nečak papeža Siksta IV., naredil opazno obnovo. Sprednji portik, pripisan Baccio Pontelliju, je bil dodan leta 1475. Križni hodnik (1493–1503) je bil pripisan Giulianu da Sangallu. Nadaljnje delo je bilo opravljeno v začetku 18. stoletja pod Francescom Fontano, naslednja prenova pa leta 1875.

## Notranjost
Notranjost je triladijska s tremi apsidami, razdeljenimi s starinskimi dorskimi stebri. Stranski ladji sta nadkriti s križnimi oboki, ladja pa ima kasetiran strop iz 18. stoletja, ki ga je v sredini freskiral Giovanni Battista Parodi in prikazuje Čudež verig (1706). V tem prizoru papež Aleksander zdravi golšo svete Balbine tako, da se je dotakne z verigami, ki so nekoč vezale svetega Petra.
Michelangelov Mojzes (dokončan leta 1515), ki je bil prvotno namenjen kot del masivnega iz 47 kipov sestavljenega nagrobnega spomenika papežu Juliju II., je postal osrednji del papeževega nagrobnika v cerkvi družine della Rovere. Mojzes je upodobljen z rogovi, ki pomenijo "sijaj Gospoda" zaradi podobnosti v hebrejskih besedah za "žarke svetlobe" in "rogove". Ta vrsta ikonografske simbolike je bila pogosta v zgodnji sakralni umetnosti, za umetnika pa je rogove lažje oblikovati kot žarke svetlobe.
Druga umetniška dela so dve platni Guercina: sveti Avguštinii in sveta Margareta, spomenik kardinala Girolama Agucchija, ki ga je zasnoval Domenichino, ki je tudi slikar freske v zakristiji, in prikazuje osvoboditev sv. Petra (1604). Oltarna slika v prvi kapeli na levi je Polaganje Cristofora Roncallija. Grobnico kardinala Nikolaja iz Kuesa (umrl 1464) z reliefom, kardinala Nikolaja pred svetim Petrom, je Andrea Bregna. Slikar in kipar Antonio Pollaiuolo je pokopan na levi strani vhoda. Je florentinski kipar, ki je skulpturi kapitolskega volka na Kapitolu dodal figure Romula in Rema.
Nagrobnik kardinala Cinzija Aldobrandinija je 1705-07 postavil princ Giovanni Battista Pamphili Aldobrandini po zasnovi arhitekta Carla Francesca Bizzaccherija in s skulpturami putti ter krilatim okostnjakom Pierra Le Grosa Mlajšega.
Leta 1876 so arheologi odkrili grobnice tistih, za katere je nekoč veljalo, da so sedem makabejskih mučencev, prikazanih v Devterokanoničnih knjigah 2 Mkb 7,1-41. Zelo malo je verjetno, da so to v resnici judovski mučenci, ki so v Jeruzalemu darovali svoje življenje. Spomnijo se jih vsako leto 1. avgusta, na isti dan kot čudež zlitja obeh verig.
Tretji oltar v levi stranski ladji vsebuje mozaik svetega Boštjana iz 7. stoletja. Ta mozaik je povezan z izbruhom kuge v Pavii na severu Italije. Boštjanove relikvije so tja odnesli, da bi ustavili izbruh kuge leta 680, saj naj bi bil ta rojen v Lombardiji, za njegove relikvije pa so zgradili oltar v San Pietru v Vincoliju v Pavii. Kot simbol pozneje okrepljenega odnosa med Pavio in Rimom je bil v istoimenski rimski cerkvi zgrajen enak oltar Boštjanu, kar je povzročilo vzporedni kult za svetnika v obeh regijah.

## Galerija
- Michelangelova grobnica za Julija II.
- Michelangelov kip Mojzesa v baziliki
- Relikviarij vsebuje verige sv. Petra
- Freske Giacoma Coppija (1577) v dvignjeni tribuni
- Grobnica kardinala Cinzio Aldobrandinija, avtorja Bizzaccheri in Le Gros
- Mozaik sv. Boštjana
- Grobnica z reliefom Kardinal Nikolaj pred sv. Petrom, Andrea Bregno
- Čudež verig stropna freska, Giovanni Battista Parodi (1706).